# Данилова гора
Дани́лова Гора́ (Гора Стіжок або Трійця) — геологічна пам'ятка природи місцевого значення в Тернопільській області України.

## Географія
Гора-останець розташована поблизу хутора Данилівка Кременецького району Тернопільської області. Відчленована ерозійними процесами від північно-східного краю Гологоро-Кременецького кряжу. Висота — 358 м.
Гостроверха Данилова гора піднімається над долиною по сусідству з низкою гір Малий Уніяс, Гостра Дубова, Злодійка, Ямна. Має зрізано-конічну форму з плоскою овально-витягнутою вершиною. Складена з пластів крейдяних мергелів, неогенних пісків, пісковиків і вапняків та антропогенних супісків із великою кількістю дрібного каміння.

## Історія
Про Данилову гору існує легенда, що Роман Мстиславович, оглядаючи волинські землі, зупинився табором неподалік від Стіжка. Тут він отримав приємну звістку: його дружина Ганна народила первістка — сина, якого нарекли Данилом. На честь цієї події князь звелів закласти на горі фортецю, яку назвали град Данилів. Згодом Данило став князем і всіляко зміцнював свій град, перетворивши його у неприступну фортецю.
На території гори на початку XIII століття виникло літописне місто Данилов (Данилів). Коли у 1240 році почалося монголо-татарське нашестя, і стали падати одна за одною фортеці, то не здалися ворогу дві з них — Кременець та Данилівград. Однак, у 1261 році, на вимогу татарів, князь Данило Романович наказав знищити багато міст на Волині, разом зі столицею Волині — Володимиром, тоді й було знищено град Данилів.

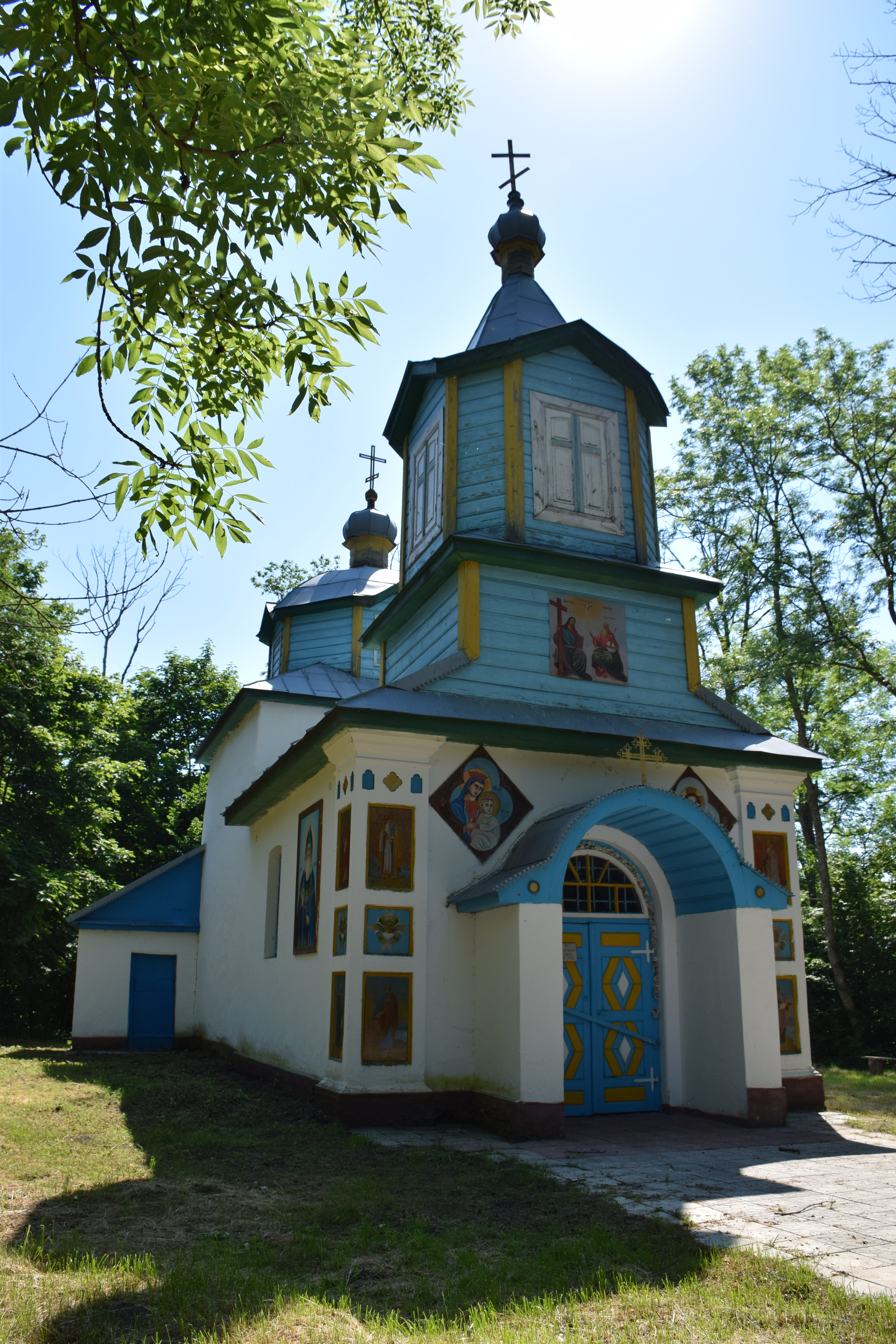
Каплиця на Даниловій горі

Археологічні розкопки на Даниловій горі вказують на залишки фундаментів: руїн масивних будівель, що височіли тут e XI—XIII століттях. Град збудували на вершині крутої гори. Фортеця мала три концентричні стіни, кожна з яких була нездоланною лінією оборони. Вона була складовою оборонного ансамблю південної Волині.
Між старими дубами та ясенами на вершині Данилової гори стоїть пам'ятний храм Святої Трійці — пам'ятник архітектури, де збереглися рештки давнього печерного монастиря-скиту X століття, майже ровесника княжого граду. Ця святиня належить до тих перших печерних монастирів Волинської землі, яку пізніше ченці вибудували над печерою на вершині гори і зруйнований татарами монастир воскрес в добу Іова Почаївського у XVI столітті.
Ще й досі на вершині Данилової гори видно сліди отвору, засипаного землею, який веде до печери. Сама церква святої Трійці побудована з дикого каменю, почорнілого від часу. Храм невеликих розмірів двокупольний з добудованою дзвіницею. В давні часи тут знаходилася чудотворна ікона Святої Трійці.
Перед війною храм Святої Трійці був приписаний до Різдво-Богородичної церкви села Антонівці. Нині він належить до місцевого храму Преображення Господнього УПЦ КП і на другий Трійці, коли проходить мистецько-краєзнавчий фестиваль «Братина», започаткований в 2006 році, тут відбуваються урочисті Богослужіння, на які прибувають тисячі вірних.

## Цікаві факти
Біля гори проходить велосипедний маршрут № 4 «Шляхами південного краю Волині» Національного природного парку «Кременецькі гори». Протяжність маршруту — 90 км.

## Охорона природи
Площа — 11,5 га. Оголошена об'єктом природно-заповідного фонду рішенням виконкому Тернопільської обласної ради від 13 грудня 1971 року за № 645 із змінами, затвердженими її ж рішенням від 27 квітня 2001 року за № 238. Перебуває у віданні Кременецького держлісгоспу ДЛГО «Тернопільліс».
Круті схили й вершина гори частково вкриті дубово-грабовими та сосновим лісом.
У 2010 році увійшла до складу Національного природного парку «Кременецькі гори».